# Henriette Avram
Henriette Davidson Avram (Manhattan, 7 de outubro de 1919 – Flórida, 22 de abril de 2006) foi uma programadora e analista de sistemas que desenvolveu o formato MARC (Machine Readable Cataloging), o padrão internacional de dados para bibliografias e informações sobre acervos em bibliotecas. O desenvolvimento do formato MARC no final da década de 1960 e início da década de 70 revolucionou a prática de biblioteconomia, possibilitando a automação de várias funções de bibliotecas e o compartilhamento de informações bibliográficas eletronicamente entre bibliotecas, utilizando os catálogos preexistentes.
Durante a infância, ela aspirava tornar-se médica mas após o casamento começou a estudar matemática na Universidade George Washington. Logo entrou para a Agência de Segurança Nacional, em 1952, como uma das primeiras programadoras a trabalhar com o IBM 701. No início dos anos 60, migrou para o setor privado, e foi na companhia de desenvolvimento de software Datatrol que Henriette teve sua primeira experiência profissional com bibliotecas. Por meio de um projeto da empresa, foi introduzida ao Serviço de Divisão de Cartões da Biblioteca do Congresso. Em março de 1965, ela seria contratada pela Biblioteca como analista de sistemas no Escritório de Especialistas em Sistemas de Informação.
Ocupou diversos cargos de liderança na Biblioteca do Congresso. Era responsável pelas redes, serviços de automação, e produtos e serviços bibliográficos. Avram construiu uma carreira sólida na instituição e se tornou uma figura chave na revolução da biblioteconomia para a ciência da informação ao desenvolver o formato MARC. Quando questionada sobre sua decisão de permanecer no emprego tendo oportunidades mais lucrativas, disse: "Eu fiquei pois amava o lugar, as pessoas e o desafio".

## Primeiros anos
Henriette Regina Davidson nasceu em Manhattan no dia 7 de outubro de 1919, seu pai era um distribuidor de materiais de relojoarias, e sua mãe era uma repórter do jornal Public Ledger. Apesar de nunca ter aspirado tornar-se uma bibliotecária, Henriette passou muitos sábados de sua infância lendo em lojas da vizinhança que, naquela época, abrigavam minibibliotecas públicas.
Henriette Davidson sonhava em encontrar uma cura para o câncer, que era frequente em sua família. Portanto, formou-se em pré-medicina no Hunter College. Em 1941, se casou com o enxadrista Herbert Avram, que estava alistado na marinha. Ao fim da Segunda Guerra Mundial, ele era um capitão-tenente condecorado, que batalhou tanto na frente atlântica quanto na pacífica.
Os Avrams tiveram três filhos: Marcie, Lloyd e Jay, e moravam em Nova Iorque até 1951, quando Herbert conseguiu um trabalho na Agência de Segurança Nacional em Washington, D.C.. Herbert também trabalhou para a CIA, eventualmente se tornando um pioneiro na indústria digital de relatórios judiciais, que desenvolveu as legendas ocultas para televisões.

## Início da carreira
O casal se mudou para o Condado de Arlington, e após isso para Silver Spring. Após chegarem na Virgínia, Henriette largou seu trabalho de cuidado doméstico, e começou a estudar matemática na Universidade George Washington,:860 e entrou para a NSA em 1952 como uma das primeiras programadoras a trabalhar com o IBM 701.
No início dos anos 60, foi trabalhar para o setor privado, primeiramente com o Instituto de Pesquisa e após isso para a Datatrol, uma companhia de desenvolvimento de software. Ambos os trabalhos consistiam de análise de sistemas e programação, mas foi na Datatrol que Henriette teve sua primeira experiência profissional com bibliotecas. Quando foi solicitada a projetar uma biblioteca de ciência da computação, ela leu vários livros de biblioteconomia para aprender o jargão apropriado, e contratou um bibliotecário para ajudá-la no processo de design. Por meio deste projeto, Avram foi introduzida ao Serviço de Divisão de Cartões da Biblioteca do Congresso. Ela também fez trabalho de consultoria com Frederick Kilgour, fundador do Online Computer Library Center, na primeira tentativa do OCLC em computadorizar informações bibliográficas.:860 Em março de 1965, soube de uma vaga na Biblioteca do Congresso, e foi contratada como analista de sistemas no Escritório de Especialistas em Sistemas de Informação.:860

## Biblioteca do Congresso

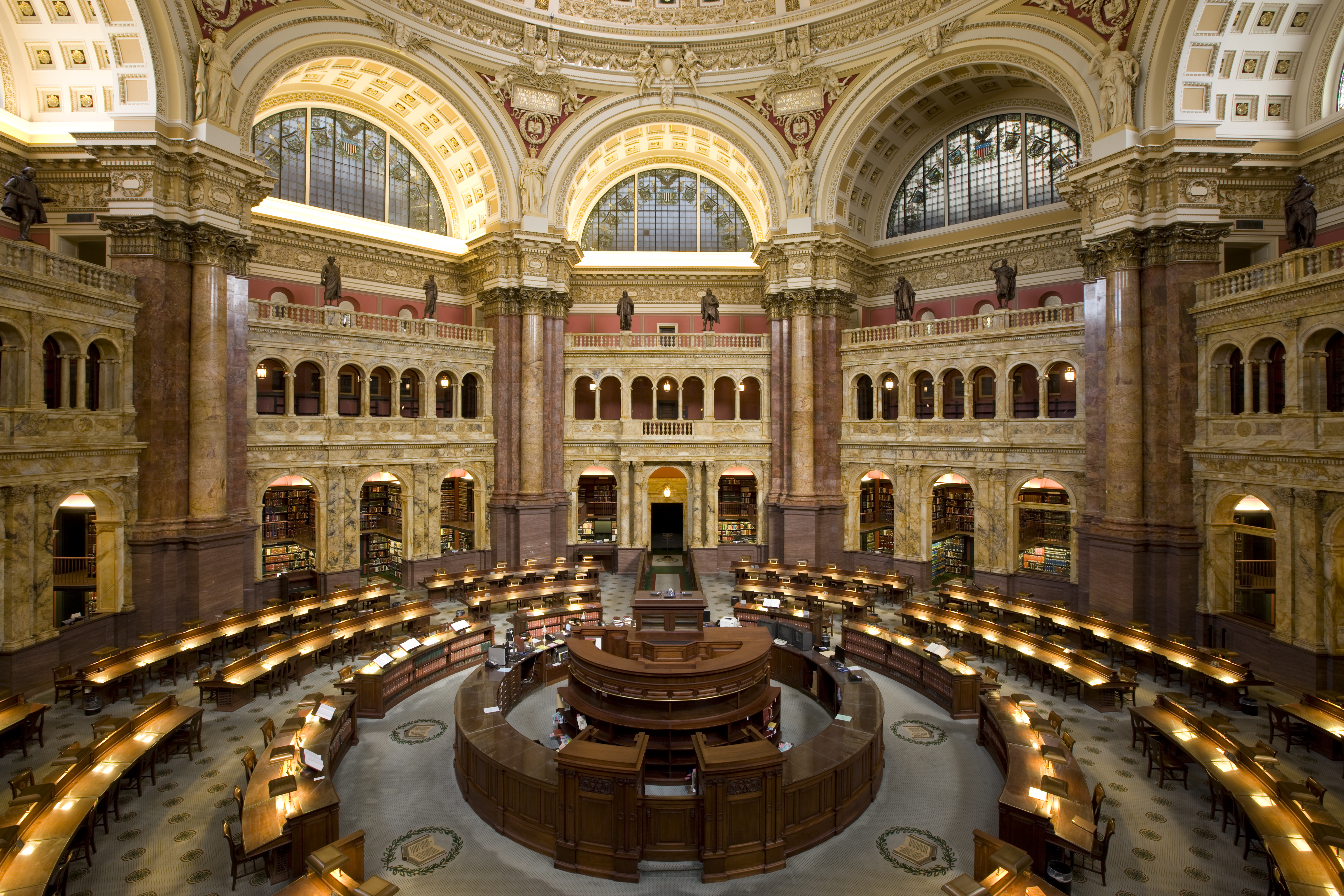
Área de leitura da Biblioteca do Congresso

Avram, considerada uma "bibliotecária por mérito" pela American Library Association, deve muito à Biblioteca do Congresso, sobre a qual ela disse "... quando eu falo e refiro-me a ela como 'A Grande Biblioteca', eu faço com sinceridade e apreciação por tudo que aprendi dentro daquelas paredes.":73 Henriette era frequentemente notada pela sua baixa estatura, seu sotaque nova-iorquino e sua motivação inacabável.:67:856:861 Ela também era uma líder competente. "Era capaz de promover um espírito cooperativo entre os especialistas em computação e os bibliotecários de sua equipe. Em seu estilo típico, entrou no mundo das bibliotecas e aprendeu os problemas das bibliotecas, adotando-os como seus.", relatou Lucia Rather.:856
Foi contratada em 1965 pela Biblioteca do Congresso, para analisar dados de catalogação para processamento computacional. De acordo com seu treinamento na NSA, onde aprendeu, segundo Ling-yuh Pattie, "a necessidade primordial de entender detalhadamente o problema antes de criar a solução com o computador", Avram, junto com outros dois bibliotecários, começaram esse processo examinando a informação contida em um registro de catálogo.:72
Seria necessário um algoritmo matemático separado para cada informação, e havia milhões de itens no catálogo, em centenas de idiomas diferentes. Ela também estudou as regras da associação e as regras de arquivamento da Biblioteca do Congresso para aprender tudo que podia sobre controle bibliográfico. Quando Avram examinou detalhadamente todos os aspectos do registro bibliográfico, como dito por Sheila Intner, “ela traduziu o que aprendeu em um conjunto de campos... com um nome (as etiquetas), instruções de manuseio (os indicadores) e partes (os subcampos)”.
O cargo de Henriette na Biblioteca foi alterado para Coordenadora Assistente de Sistemas de Informação em 1967. Nessa posição, continuou a dirigir o projeto piloto do MARC, concluído em junho de 1968. Também dirigiu o serviço de distribuição do MARC, que iniciou-se em março de 1969, e iniciou o projeto piloto do RECON, um plano para converter materiais retrospectivos para o formato MARC, que nunca foi finalizado, devido a não ter sido apoiado pela biblioteca. Devido a isso, a conversão dos materiais antigos ao formato MARC foi feita ao redor do país, em vez de um esforço nacional coordenado. Avram disse que a falta de suporte ao RECON foi a "experiência mais desapontadora" de sua carreira,:74 e que esse erro impactou severamente todas as bibliotecas.:861
Avram tornou-se parte do desenvolvimento do Padrão Internacional para Descrição Bibliográfica para Publicações de Monografias (ISBD(M)) quando participou de uma Reunião Internacional de Especialistas em Catalogação patrocinada pela Federação Internacional de Associações e Instituições Bibliotecárias (IFLA) em 1969. Um ano depois, Avram tornou-se Chefe do Escritório de Desenvolvimento MARC na LC. Ela continuou a liderar os projetos MARC e RECON, mas também foi responsável por toda a automação envolvida com as atividades de processamento da LC. Suas funções se expandiram ainda mais quando ela se tornou Diretora do Escritório de Desenvolvimento de Rede em 1976. Ela então ficou encarregada de coordenar a rede de bibliotecas e os recursos e padrões bibliográficos em nível nacional e internacional. Além disso, ela se tornou presidente do Comitê Consultivo de Rede da LC, cargo que ocupou por mais de uma década.:857 Neste tempo, também foi presidente do Grupo de Trabalho sobre Designadores de Conteúdo da IFLA, que utilizou o ISBD para desenvolver uma versão internacional do formato MARC, conhecida como UNIMARC.
Em 1980, Henriette estava dirigindo uma equipe de 700 funcionários no Departamento de Processamento da biblioteca. Em seu cargo como a primeira Diretora de Sistemas de Processamento, Redes e Planejamento de Automação, foi responsável pelas redes, serviços de automação, e produtos e serviços bibliográficos. Após três anos, ao tornar-se Bibliotecária Assistente para Serviços de Processamento, sua equipe dobrou de tamanho, ficando em cargo da catalogação, aquisições, operações no exterior e planejamento de redes de automação, ficando nessa posição por seis anos. Comentando sobre sua decisão de continuar na Biblioteca do Congresso, tendo oportunidades mais lucrativas, Avram disse, "Eu fiquei pois amava o lugar, as pessoas e o desafio.":861 Quando se aposentou da Biblioteca em 1992, era a Bibliotecária Associada dos Serviços de Coleções, Sua equipe de 1 700 pessoas era responsável por aquisições, catalogação, preservação, desenvolvimento de coleções, operações no exterior, planejamento de rede e automação, além de processamento e manutenção de materiais em formatos especiais.

## MARC
MARC, MAchine-Readable Cataloging (Catalogação Legível por Máquina), é o método pelo qual catálogos impressos foram convertidos em catálogos digitais, permitindo a automatização de sistemas de bibliotecas, possibilitando assim o aluguel inter-bibliotecas e criando o caminho para os recursos de rede.:69 Avram era figura chave na revolução da biblioteconomia para a ciência da informação.
MARC, em suas palavras, é "um conjunto de formatos, publicações, processos, pessoas, padrões, sistemas, equipamentos, etc., que evoluiu ao longo dos anos, estimulando o desenvolvimento da automação de bibliotecas e de redes de informação... nacional e internacionalmente.":73–74 MARC teve várias versões ao longo do tempo, desde o Memorando de Planejamento Número Três, resultado daquela primeira análise de catálogo na Biblioteca, MARC 1 (como o formato foi posteriormente nomeado após o Plano Piloto MARC), até o MARC 21, formato utilizado atualmente. Avram é autora do livro MARC, its history and implications, publicado pela Biblioteca do Congresso em 1975.
Para assegurar que o formato MARC seria adotado nacionalmente, ela trabalhou junto à American Library Association e a ANSI, para torná-lo padrão nacional.:69–70 Não satisfeita com a obtenção do padrão nacional em 1971, continuou a fazendo lobby até que o formato foi aceito e tornou-se padrão ISO em 1973. Em grande parte devido a seus esforços, atualmente o padrão MARC é utilizado como a base para automação de bibliotecas e comunicação bibliográfica ao redor do mundo.:857 Também foi uma das planejadoras originais do projeto Linked Systems. Neste cargo, ela era "incansável na divulgação do uso de padrões internacionais para ligar bancos de dados hospedados em sistemas de computadores diferentes.", disse Lucia Rather, em sua biografia sobre Avram.:859 Apesar de nunca ter aspirado tornar-se uma bibliotecária, Avram tornou-se uma "figura imponente na automação de bibliotecas e no controle bibliográfico.":855
O projeto MARC, além de tornar as coleções da Biblioteca do Congresso acessíveis, auxiliou na forma como as bibliotecas compartilham informações, reduzindo, dessa forma, o trabalho manual para encontrar materiais e consultar livros.

## Aposentadoria

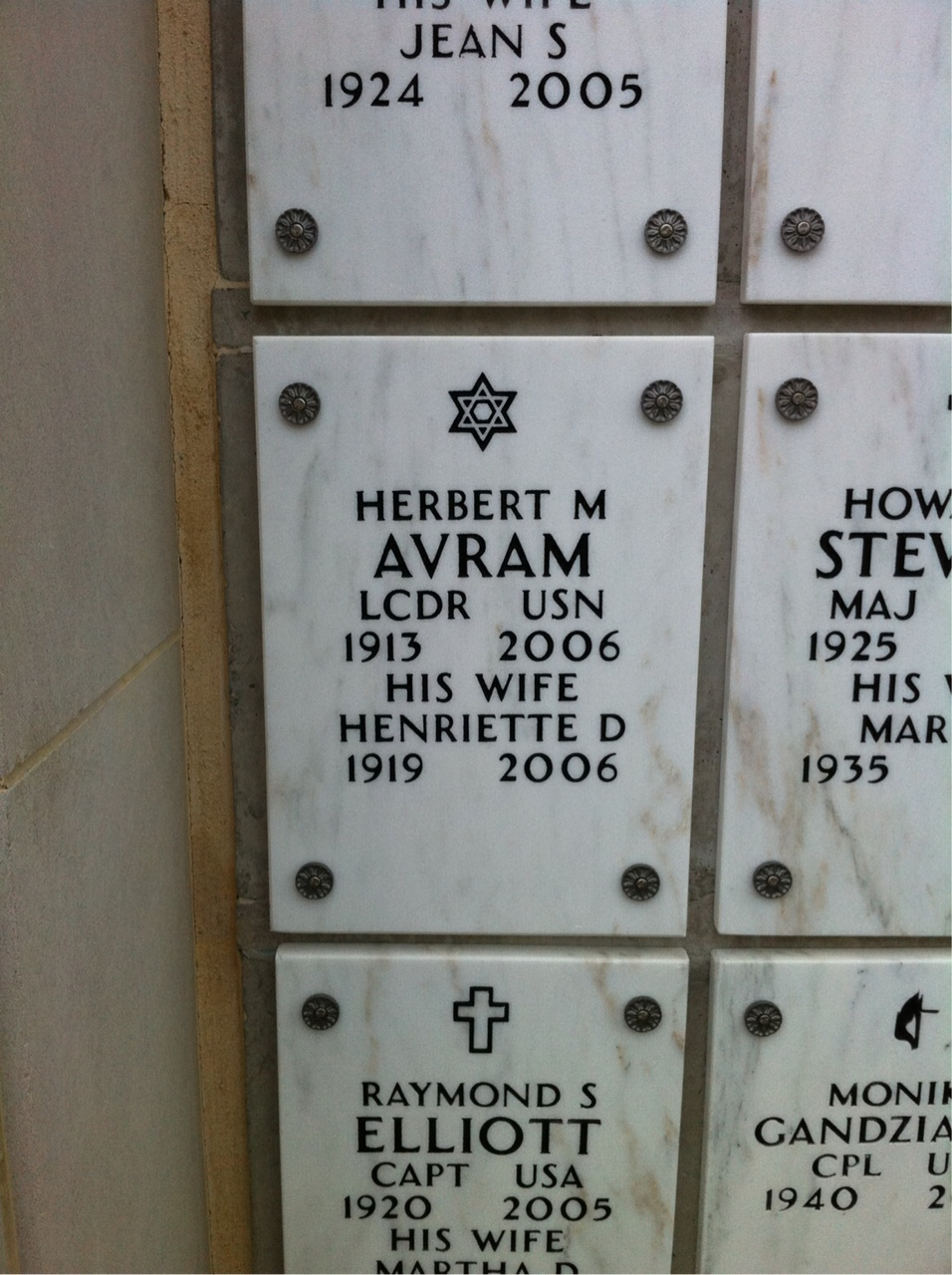
Túmulo de Henriette e seu marido.

Após se aposentar da Biblioteca do Congresso, em 1992, Henriette e seu marido se mudaram para o condado de California em Maryland.:861 O casal continuou ativo por meio do Colégio St. Mary de Maryland, onde Avram frequentemente organizava a participação de oficiais da Biblioteca do Congresso como palestrantes convidados.
Após Herbert, seu marido por 64 anos, falecer em casa no dia 15 de janeiro de 2006, Henriette se mudou para a Flórida. Ela faleceu no dia 22 de abril do mesmo ano, aos 86 anos, vítima de câncer, apenas três meses após a morte de seu marido. Avram uma vez disse,
Gostaria de ser lembrada como uma boa gerente, por ter feito algo significativo para este mundo, por ter prestado serviço para outrosOriginal (em inglês): I'd like to be remembered as a good manager, as having done something that was significant in this world, of service to others.— Henriette D. Avram  (em inglês)
Sua liderança energética e diplomática, e sua memorável contribuição para a automação e controle bibliográfico são provas de que ela atingiu esse objetivo.:861 Apesar de orgulhosa pelas suas conquistas, a famosa motivação de Avram nunca esvaiu. “Não devemos nos acomodar e ficar satisfeitos”, disse ela, “há muito mais a ser feito.":860

## Prêmios e homenagens

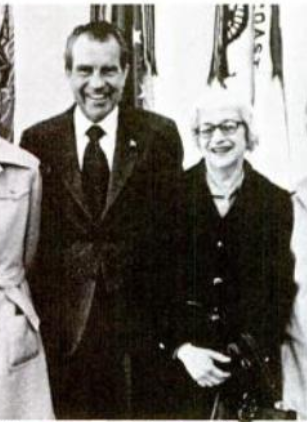
Henriette Avram ao lado de Richard Nixon, no Federal Woman's Award de 1974.

- 1971: Citação Margaret Mann em Catalogação e Classificação da American Library Association[18]
- 1974: Federal Women's Award (en)[19][20]
- 1977: Doutora honoris causa em Ciência pela Universidade do Sul de Illinois, Edwardsville[21]
- 1979: Bibliotecário Acadêmico/Pesquisador do Ano da Associação de Bibliotecas Universitárias e de Pesquisa[22]
- 1980: Prêmio de Conquista em Biblioteconomia e Tecnologia da LITA/Gaylord[23]
- 1981: Medalha de Excelência (Medalha Melvil Dewey) da American Library Association[24]
- 1986: Prêmio de Apreciação da Biblioteca Central Nacional de Taipei, Taiwan[25]
- 1987: Membro Honorário da IFLA (en)[26]
- 1988: Prêmio Joseph W. Lippincott (en)[27]
- 1989: Prêmio Distinguished Executive Service Award da Liga de Desenvolvimento Profissional da Associação de Executivos Seniores[28]
- 1989: Membro Honorário da Organização Nacional de Padrões de Informação[29]
- 1990: Prêmio de Imprensa John Ames Humphry/OCLC/Forest[30]
- 1992: Prêmio de Serviço Distinto da Biblioteca do Congresso[31]
- 1993: Doutora honoris causa em Ciência, pela Universidade de Illinois em Urbana-Champaign[32]
- 1997: Membro Honorário da American Library Association.[33]